# Empat
Un empat, en diversos contextos, és una situació en què dos o més participants, equips o entitats aconsegueixen resultats idèntics o equiparables en un esdeveniment o competició específica. Aquesta condició d'igualtat pot manifestar-se en àmbits tan diversos com jocs, esports, eleccions, conflictes i situacions competitives en general.
Des d'una perspectiva essencial, el terme empat implica l'absència d'un guanyador clar o perdedor, ja que les parts involucrades arriben a un resultat equitatiu entre elles. Les regles i condicions per determinar i gestionar un empat varien segons el context específic, establint criteris per avaluar la igualtat en situacions particulars.
En l'àmbit esportiu, per exemple, un empat pot sorgir quan dos equips o jugadors acumulen la mateixa quantitat de punts al final del temps reglamentari o compleixen certes condicions predefinides del joc. A les eleccions polítiques, l'empat es presenta quan dos o més candidats reben la mateixa quantitat de vots.
Aquest fenomen d'igualtat també s'estén a situacions més àmplies, com ara negociacions o conflictes, on un empat pot indicar un estancament en el procés, ja que cap de les parts no ha aconseguit prevaler sobre l'altra.
En resum, el concepte d'empat implica una igualtat de resultats o situacions entre les parts involucrades, i la interpretació varia segons el context específic en què s'aplica, a partir de regles esportives fins a dinàmiques polítiques i socials.